# Деллах-им-Драуталь
Деллах-им-Драуталь (нем. Dellach im Drautal) — коммуна (Gemeinde) в Австрии, в федеральной земле Каринтия. 
Входит в состав округа Шпитталь-ан-дер-Драу. Население составляет 1728 человек (на 31 декабря 2005 года). Занимает площадь 76,1 км². Официальный код — 2 06 04.

## Политическая ситуация
Бургомистр коммуны — Амброс Верниш (СДПА) по результатам выборов 2003 года.
Совет представителей коммуны (нем. Gemeinderat) состоит из 15 мест.
- СДПА занимает 7 мест.
- АНП занимает 5 мест.
- АПС занимает 3 места.